# Gensac-la-Pallue
Gensac-la-Pallue település Franciaországban, Charente megyében. Lakosainak száma 1614 fő (2022. január 1.). Gensac-la-Pallue Angeac-Champagne, Bourg-Charente, Châteaubernard, Genté, Saint-Brice és Segonzac községekkel határos.

## Népesség
A település népességének változása:
| Lakosok száma | 979  | 1613 | 1701 | 1604 | 1607 | 1594 | 1549 | 1594 | 1589 | 1614 |
|               | 1968 | 1982 | 1990 | 2006 | 2013 | 2015 | 2017 | 2019 | 2020 | 2022 |